# B52 (Cocktail)

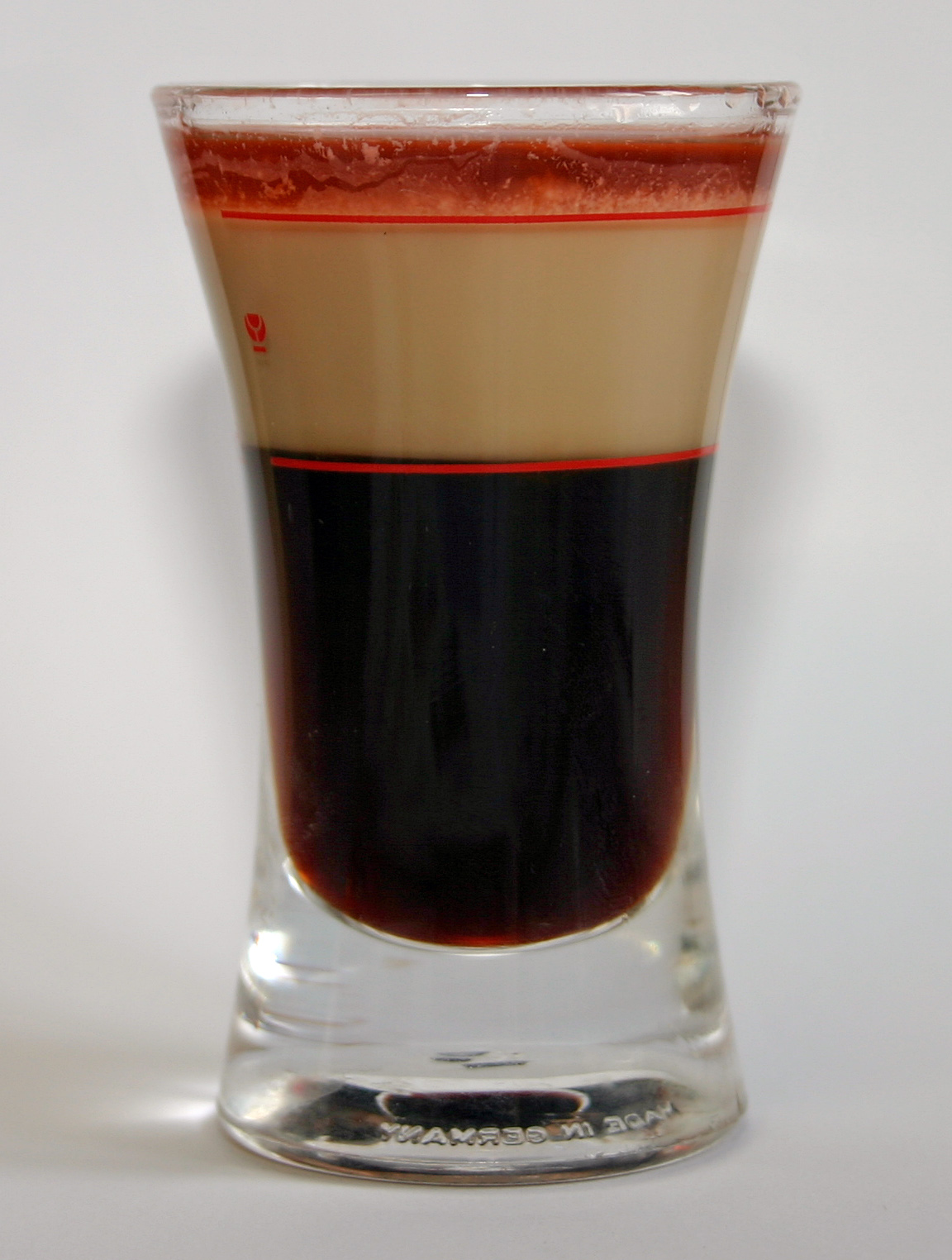
B52-Variante mit Kaffeelikör, Irish Cream und Rum.

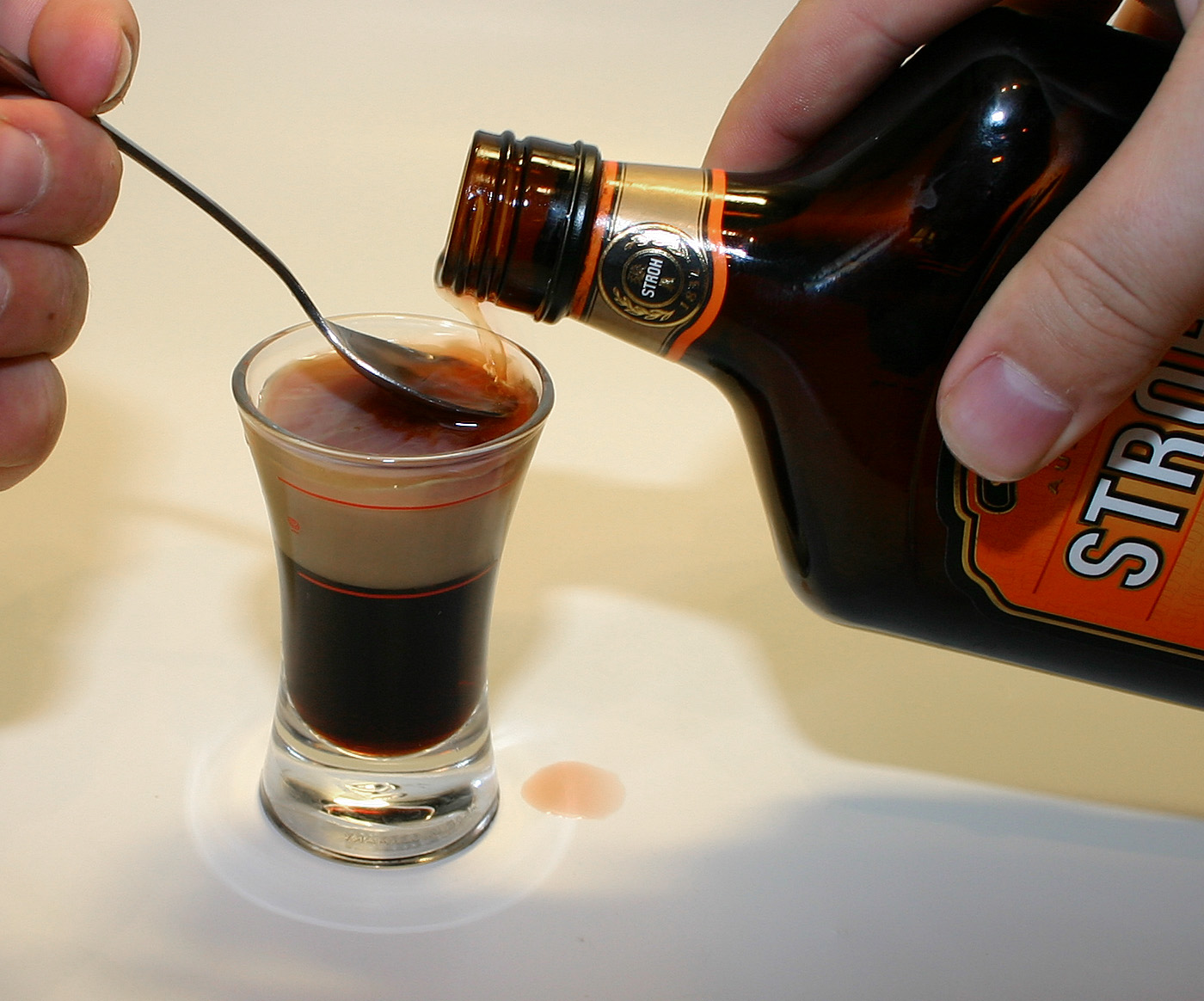
Die Schichten werden der Reihe nach vorsichtig aufgegossen.

Der B52 (auch B-52 oder „Bifi“) ist ein Cocktail (Kurzer), dessen Bestandteile im Glas drei – auch optisch – klar abgegrenzte Schichten ergeben.

## Name
Die Namensherkunft ist nicht eindeutig belegt. Eine Version besagt einer Legende nach, dass der B52 im berühmten Alice’s Restaurant in Malibu, Kalifornien, kreiert wurde. Der Name bezieht sich auf den US-Langstreckenbomber Boeing B-52. Dieser Bomber wurde unter anderem im Vietnamkrieg zum Abwurf von Brandbomben verwendet. Gerüchteweise entstand in Anlehnung daran die heute gängige flambierte Variante des Cocktails.
Einer anderen Version nach wurde der B52 von Peter Fich, einem Chefbarkeeper im Banff Springs Hotel in Banff, Alberta, erfunden. Fich benannte alle seine neuen Drinks nach Lieblingsbands, -alben und -songs, und er benannte den Drink nach der gleichnamigen Band The B-52s, und nicht direkt nach dem US-Bomber B-52. Der Bandname leitet sich von einem Spitznamen für die hochtoupierten und dann mittels Haarspray in Form gehaltenen Bienenkorb- bzw. Beehive-Frisuren der beiden Sängerinnen ab. Der Name für diese Frisur wiederum bezieht sich auf die Form der Bugspitze des Flugzeuges mit dem gleichen Namen: Boeing B-52.
Einer von Fichs ersten Kunden für einen B52 besaß Restaurants in verschiedenen Städten in Alberta und mochte das Getränk so sehr, dass er es auf die Speisekarte nahm, was zu der Annahme führte, dass der B52 aus dem Keg Steakhouse in Calgary, Alberta, stammte.

## Zubereitung
Zubereitet wird der Cocktail in einem kleinen, hitzebeständigen Glas. Zuerst wird Kaffeelikör (Tia Maria oder Kahlúa) eingefüllt, danach wird über einen Barlöffel hinweg vorsichtig Cremelikör (z. B. Baileys) darüber gegossen, dabei sollen sich beide Liköre möglichst wenig vermengen. Zum Schluss wird ebenso vorsichtig Grand Marnier hinzu gegeben. Häufig wird, vom Originalrezept abweichend, statt Grand Marnier dunkler Over-Proof-Rum verwendet. Es gibt spezielle Maschinen, die einen B52 (oder andere mehrschichtige Cocktails) in wenigen Sekunden zubereiten können, üblicherweise wird der B52 aber manuell zubereitet. Cocktails mit horizontaler Schichtung werden auch „Pousse Café“ genannt, die Art der Zubereitung nennt sich – im Vergleich zu Schütteln und Rühren – „Bauen“, der B52 wird somit gebaut.
Getrunken wird der B52 von unten weg mit einem Trinkhalm, wobei der Grand Marnier vom Barkeeper kurz vorher entzündet wird. Da der Trinkhalm nicht hitzebeständig ist, muss der Cocktail möglichst schnell getrunken werden. Alternativ lassen sich auch feuerfeste Trinkhalme verwenden, oder die Flamme wird kurz vor dem Trinken ausgeblasen. Es lassen sich normale Gläser verwenden, wenn wenig Fläche des Glases dem Feuer ausgesetzt ist, folglich die Flüssigkeit bis zum Rand aufgefüllt wird.

## Varianten
- B53: mit Wodka statt Grand Marnier
- B54: mit Amaretto statt Grand Marnier
- B55: mit Absinth statt Grand Marnier
- B61: mit Rum, Vanillelikör und Schokoladenlikör